# 中間財貿易
「中間財」とは、国民経済計算において、「生産の過程で原材料・光熱費･間接費として投入された財貨およびサービス」、つまり最終財以外の財・サービスのことをいう。中間財は財の生産に投入される。投入財ともいう。最終財以外の中間財が国際的に取引される貿易のことを中間財貿易あるいは投入財貿易(input trade)と呼ぶ。
貿易統計には、多重計算バイアスがある。生産工程の地理的分散により、中間財が国境を越えるごとに、その全額が輸出および輸入に計上される。輸出額をみて、その製品のどれだけが、輸出国で生産されたもの(付加価値である)か知ることが難しい。標準国際貿易分類SITC(Revision 1)では、中間財と最終財の区別が困難であったが、SITC(Revision 2)では、機械設備・輸送機械については、その区別化できるようになった。 

## 近縁概念
中間財貿易の一種であるが、一国内で生産を完成させることなく、多数の国に生産工程を分割することを生産分担(production sharing)あるいはフラグメンテーション(fragmentation、分断化)ということがある。フェーンストラは、類似の概念としてこのほかアウトソーシング(outsourcing)、脱局所化(delocalization)、垂直特化(vertival specializaion)、製品内特化(intraproduct specialization)、価値連鎖の切片化(slicing the value chain)などを例示している。貿易理論は、長く最終財のみを貿易すると考えてきたが、1980年代ごろより、中間財貿易の重要性が認識されるようになり、統計的な分析とその発生機構に関する理論研究が始まった。中間財と資本財の区別については、中間財貿易と資本輸出を参照のこと。

## 世界貿易の動向
生産過程のフラグメンテーションあるいはオフショアリングはすでに長いあいだ、重要な現象と認められているそれは東アジアと米墨国境において顕著な発展を遂げている。
貿易データを用いた分析によると，1995年の世界貿易の約三割が中間財貿易である。国際的な工程間分業の拡大がこうした中間財貿易を増加させている主要な要因であると指摘されている。途上国にとっても、分担生産(production sharing)は重要である。メキシコ・ジャマイカ・ハイチ・ドミニカ共和国・エルサルバドルでは、製造品輸出の４割が外国で生産された部品を用いた組み立てによるものである。2009年の世界全体の(燃料を除く)財輸出に占める中間財の比率は51パーセントであった。ハンメルズらは、逆に1970年から1992年のOECD諸国の貿易に占める中間財貿易の比率は50％から40％に減少していると指摘している

## 東アジアの生産分担構造
東アジアでは、生産の分担構造は、すでに長いあいだ顕著な現象と認められている。東アジアの生産連鎖には、いわゆる三角貿易(日本で基幹部品を生産し、それを中国などに輸出し、加工・組立して、完成品を日本あるいは米国などに輸出する)が認められた。
2009年のアジアにおける中間財貿易の比率は53パーセントであった。輸入でみると、財輸入の比率は64パーセントに達している。東アジア域内の中間財貿易比率は、対域外の貿易における中間財貿易比率を大きく上回っていることが確認される。ボールドウィンは19世紀後半からの世界経済の大変化をThe First Great Unbundling、20世紀末以降の大変化をThe Second Great Unbundlingと呼んでいる。第2のアンバンドリングは、1980年代に米墨国境(マキラドーラ)と東アジアで始まった。しかし、ボールドウィン東アジアのそれは、"most spectacular second unbundling"だったと評している。
1980年代以降の東アジア経済の急速な発展は、その製品構造に独特の構造をもたらした。それはしばしば雁行型経済発展などと名づけられており、その形成についてはさまざまな解釈が与えられている。東アジアの生産貿易構造の雁行形態として有名なものは、赤松要の基本形態ではなく、いわゆる第2形ないし変形モデルである。しかし、近年は、この第2形にの変容が見られると指摘されている。

## EU内における生産分担
中間財貿易の増大は、EU内でも関心を集めている。ウィーン国際経済研究所(WIIW)の共同研究は、EU27カ国の2008年貿易について、以下の特徴を列記している。ただし、最終投資財(固定資本形成目的に輸入される財)は、中間財から除外されている。
- 中間財は全輸入の53.7％を示している。国別でみても、ほぼ同様のことが観察され、全輸入に占める中間財の割合は、ギリシャの38.7％からスロヴァキアの62.3％に渡っている。
- 中間財輸入の輸入先はEU15カ国全体で60.9％を占める。地域別の構成は、先進OECD諸国(EU15に含まれないOECD諸国、日本・アメリカを含む)から11.1％であり、BRICSから8.7％、(日本・インド・中国をのぞく)アジアから3.8％

などである。
- 全輸入に占める中間財の比率は、1999年から2008年へ掛けて、増大した国諸国(ドイツ、スペイン、オーストリア、イタリー、スウェーデン[以上EU15])、スロバキア、スロベニア、チェコ、ポーランド[以上新加盟国])と減少した諸国(ルーマニア、ハンガリー、ブルガリア)とに分かれる。
- EU27全体での産業別の中間財輸入のシェアは、高いもので基礎金属(100%)、木製品(95.2%)、コークス(92.5)、その他金属(90.0%)、低いものでアパレル(0.8%)、タバコ(0.9%)、革製品(12.3%)、事務機機械(17.4%)などであり、産業間の比率が大きくことなる。

## 付加価値貿易
中間財貿易の増大は、付加価値貿易(trade in value added)ないし国際価値連鎖(international value chain)という観点を必要としている。Xing, Y. and N. Detert(2010)を元に猪俣哲史が整理した表1-1「i-Phoneの部品単価」によれば、2009年時点において中国製のi-Phoneの販売価格500ドルのうち、付加価値で分類すると、米国企業331ドル、日本・韓国・ドイツなど企業162ドル、中国での付加価値はたった9ドルにすぎなかった。この背後には、日本企業から60.6ドル、ドイツ企業から30.15、韓国企業から22.96ドル、アメリカ企業から10.75ドルの部品が組み込まれている。これらすべてが企業本国で生産されたものとすれば、部品輸入は124.46ドルに上る。中国からの出荷価格が不明であるが、もし1台250ドルとすれば、約半分が中国外あるいは中国に所在する外国企業から購入されたものとなる。

## 中間財貿易理論の歴史
中間財(intermediate goods)の概念は1950年代から存在したが、1980年代以降、中間製品(middle products)、投入財(input goods)などが貿易理論の主題として登場した。ほとんどどんな最終製品も国内あるいは海外の多くの投入財を利用していることを分析に取り入れるためであった。
近年にいたるまで、貿易は、基本的には最終財を取引するものと考えられていた。投入財の現在でも、教科書で中間財・投入財を扱うものは例外的でしかない。これは、中間財貿易の重要性を認識していないというよりも、中間財現象を分析する理論の不在がもたらしたものであった。フェーンストラは、今日では大学院レベルの貿易理論は生産分担(production sharing)あるいはアウトソーシングの主題を欠いては不完全であるとし、同じことは学部水準でも真理であると注記している。。

### 現象の認識
中間財貿易を伴う諸現象の認識も、きわめて新しい。木村福成は、2003年に、国際貿易理論の「新たな潮流」として(1)フラグメンテーション(工程の細分と国際間分担)、(2)アグロメレーション(同種産業の地理的集積)、(3)企業(多数国にまたがる企業の生産活動)の３点を挙げている。これらはいずれも、近年、重要な現象として注目されているが、(1)と(3)は、かならず中間財貿易を伴っている。これらの現象については部分的な「理論化」が進んでいるが、一つの理論として統一されているものではない。とくにヘクシャー・オリーンの理論では、扱えない現象である。
中間財貿易がなぜ増大するかについて、ジョーンズたちは生産の分担化あるいはフラグメンテーションと捉えた。ここでジョーンズたちは、生産ブロックとサービスリンクという概念を立てた。フラグメンテーション理論は、Jones, R. W., & Kierzkowski, H. (2005)の第1表に代表される。これは加工費等が与えられたときの分析装置としては良いが、世界全体にいかなる価格・賃金率体系が生まれるかを与えるものではない。その意味でジョーンズたちのフラグメンテーションの理論は、アドホックな部分理論に過ぎない。
中間財貿易という認識はなかったが、日本は、明治初期から貿易立国・加工貿易を経済政策の主要な柱としてきた。加工貿易は、原材料を輸入して加工・製作の上、再輸出することであり、中間財貿易・投入財貿易の別の呼び名・名称に他ならない。
いなる生の原材料といえるようなものでも、原産国で採掘・精錬等の加工が加わっている。農業を含むほとんどすべての現代的生産は外国からの輸入財を投入に依存している。外国からの輸入財は、それか最終財として消費者や政府などに消費される以外は、すべて中間財であり、投入財である。現代経済にとって中間財貿易が重要なことは、これらの点から言うまでもない。

### 理論の必要と展開
中間財を含む貿易理論を構築する必要は、1950年代末にすでにライオネル・マッケンジーが指摘している。マッケンジーは、「綿がもしイギリスで生育されなければならないとしたら、ランカシャーが綿布を生産することになることはありそうにもない」と注意している。教科書では、19世紀の貿易の多くは、最終財であり、リカードの理論も最終財を念頭においていたと説明される。しかし、イギリス産業革命の成否は、綿という中間財(綿は栽培され、摘果されなければならない)の輸入に依存していた。その意味では、19世紀初頭にも中間財貿易は、世界経済にとって必要不可欠のものであった。中間財貿易の理論が構成されなかったのは、経済の実態の反映ではなく、その理論のむずかしさにあった。
マッケンジーを継いでロナルド・ジョーンズも中間財貿易の重要性を指摘し、すべての国がおなじ財の投入係数をもつ場合の多数国・多数財貿易理論が労働のみが投入される場合の延長上に展開できることを示した。中間財貿易を含む多数国・多数財の一般理論は、塩沢由典の2007年の２論文により提起された。先行研究としては、池間誠(1973)、東田啓作(2005)などがある。
塩沢理論によれば、世界各国の生産技術の集合と正則な最終需要が与えられれば、世界各国の賃金率と財の価格の体系(これを塩沢は「国際価値」と呼んでいる)が一義的に定まり、生産の特化パタンも定まる。塩沢由典(2014)『リカード貿易問題の最終解決』は、2007年論文の成果の上に、新しい国際価値論の意義(第2章)、基礎的概念(第3章)、リカード以来の国際価値論に関する学説史(第4章)、国際価値論の厳密な数学的構成(第5章)、および塩沢国際価値論の基本概念というべき上乗せ率に関する補論とからなる大著であり、もちろん外国にも類をみない。この一般理論の系として、ある最終財への投入部品表が定まれば、どの部品のどの生産工程はどの国により生産するのがもっとも競争的かが(原理的には)決まる。したがって、中間財貿易の理論は、フラグメンテーションやグローバル・ヴァリュー・チェーン(国際価値連鎖)を説明する理論枠組みでもある。
中間財貿易については、一時期、イートン＆コータム(2002)が注目された。彼等は地理的障壁の存在が観察される事実にいかなる影響を及ぼすかについて(各国の技術が異なる)リカード型のモデルを追究し、中間財貿易をも含む形で世界全体の貿易パタンを考察した。この論文は、リカード・モデルの展開として、Dornbusch, Fischer and Samuelson (1977)を超える新しい枠組みを与えるものとして注目を集めたが、イートンとコータムがこの論文で中間財貿易を真の意味で理論化できたかどうか疑わしい。イートンとコータムは、「中間財の貿易は、要素費用と地理的障壁に貿易が感応的である点について重要な含意をもつ。その上、中間財の存在故に、投入費用への効果を通して立地が重要な役割を演じ、特化を決定する。」(p.1742.)と述べ、中間財について並々ならぬ意欲を語っている。しかし、彼等の定式によっては、原材料の貿易を廃絶しても、GDPの縮小が最小の日本の場合0.2～0.3％(1/4％)、最大のベルギーの場合10.3％(p.1768および表IX)でしかないという結果に終わっている。石油の輸入を含む中間財(投入財)途絶の影響を正当に評価しているとは言えないであろう。
生産分担を中心とする国際間の中間財貿易が活発に研究されるようになったのをみて、ポール・サミュエルソンは、貿易の利益には、これまで分析されてこなかった種類のものがあると指摘した。サミュエルソンの提示したのは数値例に過ぎないが、最終財のみを貿易しているのでは得られない大きな利益が中間財貿易にあることを示した。サミュエルソンは、この利益を「商品による商品の生産」という主題を提起したピエロ・スラッファにちなんでスラッファ・ボーナスと名付けた。フラグメンテーションが、(その言葉からも分かるように)既存の生産工程を分割することを基本の発想としているのに対し、サミュエルソンは、投入すべき原材料の組み合わせを発見することから大きな利益が得られるとした。

### 中間財貿易の扱い方
ハンメルズらは、「中間財貿易」という概念が曖昧であるとして、近年の生産の国際化は垂直特化(vertical specialization)と概念化すべきだと主張している。中間財・投入財は、その使途により定義されるものである。たとえば、(精米された)米は、直接消費されれば最終消費財、菓子などの生産に投入されれば投入である。生産の分断化が進行する以前から、19世紀以降の工業生産には、原材料・部品・機械設備等、輸入された財の投入に本質的に依存していたが、それを適切に理論化する枠組みが欠けていたことが問題であった。
中間財貿易を理論化したとする論文は多いが、ほとんどは所与の費用構造と特定の貿易パターンとを想定するものである。それでは、中間財の使われ方により、商品の国際価格が変わってしまう事態に対応することはできない。
マルクーセンは、『多国籍企業と国際貿易の理論』の第9章で「中間投入財貿易と垂直的多国籍企業」において、投入財の貿易を取り上げているが、貿易される中間財は熟練労働の豊富な国のみで生産され、未熟練労働の豊富な国に輸出され、最終財に組み立てられた後、本国に再輸出されると最初から前提している。一般均衡理論を背景とする部分均衡理論と位置づけと思われるが、「要素市場や要素価格をとおして作用するより複雑な効果」については注意を呼びかけるにとどまっている。
ハンメルズらは「中間財が費用なしに貿易されない最終財に組み立てられるときには」、リカード型、ヘクシャー・オリーン型、独占競争のいずれにおいても、「容易に中間財貿易のモデルに再解釈できる」と注意している。しかし、これは中間財貿易が各国の財の生産費用を変えてしまうこと、そのため世界規模での価値連鎖が追求されることを無視している。すでに1950年代にマッケンジーらが中間財貿易の理論を構成する必要を認識しながら、最終的にそれを果たせなかった困難がどこにあるか、ハンメルズらは認識していない。より最近では、ディアドルフが中間財のある場合に比較優位を定義しようと試みている。ディアドルフは、5つの可能性を挙げ、さらに閉鎖経済時の価格を用いるもう5つの変種を掲げているが、どのひとつも十分なものではない。
フェーンストラのAdvanced International Trade第4章は「中間投入貿易と賃金」と題されている。しかし、ここで議論されているのは、低賃金国からの部品輸入や低賃金国における組み立てにより、米国の非熟練労働者の賃金率が圧迫されることであり、中間財貿易自体は、分析の中心的対象とはなっていない。わずかに提示される「中間投入財の貿易」でなされているのは、中間財投入が輸入された財で補充されるものでしかない。この章の「結論」でフェーンストラは、取り上げられた中間財貿易のモデルが「伝統的なヘクシャー・オリーンの枠組みに類似したところがある」としている。しかし、第２章のヘクシャー・オリーン・モデルおよびヘクシャー・オリーン・ヴァネク・モデルは、実は伝統的なものではなく、各国の生産要素の生産性をデータに適合するようアドホックに指定するトレッフラー・タイプのものである。ツォイテン記念講演ではフェーンストラは、中間財輸入による消費者利益(第２章)と中間財輸出による生産者利益(第3章)を扱っているが、低価格の中間財投入により生産原価が低下する事態は分析されていない

## 中間財貿易と資本輸出
資本財とは、「将来の収益を期待して商品生産に投入する用途に用いられる商品」であり、原材料･仕掛品･製品の在庫などの流動資本財，非居住用建物･構築物，生産機械設備･装置，運搬･運送機器(船舶･自動車･フォークリフトなど)，その他工具備品などの固定資本財に大別される。このうち、流動資本財は、国を越えて輸出されるときには中間財である。固定資本財が輸出される場合、輸出先国では、固定資本形成に用いられ、これらは国民経済計算上は最終財と見なされる。しかし、生産企業の固定資本形成向け固定資本財は、長期的には生産に投入されるものであり、広義の中間財ともいえる。
資本財の輸出と資本輸出とは厳密に区別されなければならない。資本投資は現地企業の支配を目的とする直接資本投資と利得取得を目的とする証券投資(間接資本投資)とに分かれる。A国からB国へ直接資本投資がなされるとき、もしその資金でA国と類似の生産工場をB国に作るとき、A国からB国にさまざまな工場設備が輸出されることがある。このように直接資本投資と資本財の輸出とは結びついている場合があるが、資本財の輸出入が国際間の資本移動を伴うとはかぎらない。直接資本投資を中心とする資本投資ないし生産要素移転(資本を生産要素の一つと見なす場合)の分析は、主流派経済学・非主流経済学を含めて多数ある。資本輸出論あるいは生産要素移転論では、中間財貿易の問題は扱われていない。